# Eopuffinus kazachstanensis
Eopuffinus kazachstanensis är en utdöd fågel i familjen liror inom ordningen stormfåglar. Den beskrevs 1986 utifrån fossila lämningar från sen paleocen funna i Kazakstan.